# Giulian Biancone
Giulian Biancone (* 31. März 2000 in Fréjus) ist ein französischer Fußballspieler, der seit 2023 beim griechischen Erstligisten Olympiakos Piräus unter Vertrag steht.

## Karriere

### Verein
Giulian Biancone wechselte 2015 aus der Jugend seines Heimatvereins Étoile Fréjus-Saint-Raphaël in die Jugendakademie des französischen Erstligisten AS Monaco. Sein Profidebüt für die Monegassen gab der 18-Jährige am 28. November 2018 bei einer 0:2-Niederlage seiner Mannschaft bei Atlético Madrid in der UEFA Champions League 2018/19. Nach einem weiteren Spiel in der Champions League, wurde er zudem in zwei Pokalspielen sowie einer Partie der Ligue 1 2018/19 eingesetzt.
Um mehr Spielpraxis zu sammeln verlieh in der Verein im Sommer 2019 an den belgischen Erstligisten Cercle Brügge. Für sein neues Team bestritt er 25 Spiele in der Division 1A 2019/20. Nachdem er in der Hinrunde der Ligue 1 2020/21 in zwei Ligaspielen für den AS Monaco zum Einsatz kam, verlieh ihn der Verein im Herbst 2019 erneut an Cercle Brügge.
Am 12. August 2021 gab der französische Erstligaaufsteiger ES Troyes AC die Verpflichtung von Biancone bekannt. Der Außenverteidiger erhielt einen Vertrag über fünf Jahre. Für den Liganeuling bestritt er 33 Spiele in der Ligue 1 2021/22 und sicherte sich mit seiner Mannschaft als Tabellenfünfzehnter den Klassenerhalt.
Nach nur einer Spielzeit in Troyes wechselte der 22-Jährige Anfang Juli 2022 in die englische Premier League zum Aufsteiger Nottingham Forest, wo er einen Vertrag über drei Jahre unterzeichnete. Bei seinem neuen Team blieb er zunächst nur Ersatzspieler und bestritt zwei Spiele in der Premier League 2022/23, ehe eine schwere Knieverletzung im Training Anfang November 2022 seine Saison vorzeitig beendete. 

### Nationalmannschaft
Von 2018 bis 2019 bestritt Giulian Biancone sieben Länderspiele für die französische U-19-Nationalmannschaft. Im Juli 2019 wurde er in den Kader für die U-19-Fußball-Europameisterschaft 2019 in Armenien berufen. Nachdem er in den beiden ersten Vorrundenspielen ohne Berücksichtigung geblieben war, kam er im dritten Spiel beim 1:0 über Norwegen über 90 Minuten zum Einsatz. Frankreich zog mit drei Siegen in der Vorrunde als Gruppensieger in das Halbfinale ein, dort unterlag die Mannschaft ohne den nicht eingesetzten Biancone nach Elfmeterschießen dem späteren Titelträger Spanien.